# Сасыкозен
Сасыкозе́н (Сасы́к) — река в Казахстане, протекает по территории Байдибекского района Туркестанской области. Правый приток Бугуни.

## География
Река Сасыкозен берёт начало на склоне Синей Горы (хребет Каратау). Течёт на юго-запад мимо населённых пунктов Кенестобе, Шалдар и Бекбау. Впадает в Бугунь выше села Екпенды.
Длина реки составляет 77 км, площадь водосборного бассейна — 706 км². Средний расход воды в устье — 0,51 м³/с. Питание снеговое, дождевое и грунтовое. Воды реки используются для сельскохозяйственных нужд.